# Wellsville (Pennsilvània)
Wellsville és una població dels Estats Units a l'estat de Pennsilvània. Segons el cens del 2000 tenia 279 habitants.

## Demografia
Segons el cens del 2000, Wellsville tenia 279 habitants, 118 habitatges, i 78 famílies. La densitat de població era de 769,4 habitants/km².
Dels 118 habitatges en un 34,7% hi vivien nens de menys de 18 anys, en un 52,5% hi vivien parelles casades, en un 8,5% dones solteres, i en un 33,1% no eren unitats familiars. En el 27,1% dels habitatges hi vivien persones soles l'11% de les quals corresponia a persones de 65 anys o més que vivien soles. El nombre mitjà de persones vivint en cada habitatge era de 2,36 i el nombre mitjà de persones que vivien en cada família era de 2,85.
Per edats la població es repartia de la següent manera: un 22,6% tenia menys de 18 anys, un 6,8% entre 18 i 24, un 31,9% entre 25 i 44, un 21,9% de 45 a 60 i un 16,8% 65 anys o més.
L'edat mediana era de 40 anys. Per cada 100 dones de 18 o més anys hi havia 105,7 homes.
La renda mediana per habitatge era de 43.750$ i la renda mediana per família de 51.667$. Els homes tenien una renda mediana de 33.281$ mentre que les dones 25.313$. La renda per capita de la població era de 17.689$. Entorn del 7,7% de les famílies i el 9% de la població estaven per davall del llindar de pobresa.

## Poblacions més properes
El següent diagrama mostra les poblacions més properes.